# Architektur der Franckeschen Stiftungen

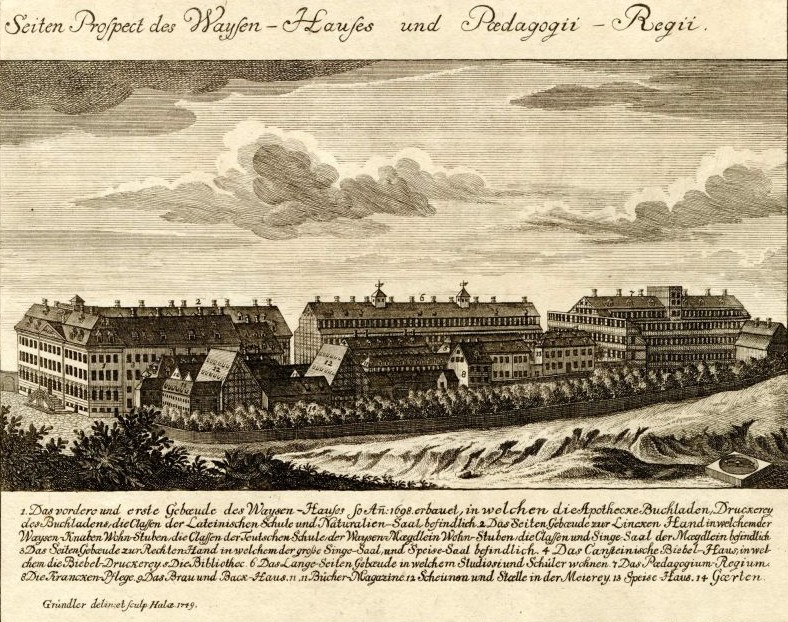
Ein historischer Stich der Gebäude der Franckeschen Stiftungen (1749)

Die historischen Gebäude der Franckeschen Stiftungen in Halle (Saale) stehen heute als weltweit einzigartiges Beispiel sozialer und pädagogischer Zweckarchitektur auf der deutschen Vorschlagsliste für das UNESCO-Weltkulturerbe. Die als „Schulstadt“ bezeichnete Anlage stellt eine architektonische Neuheit der Frühen Neuzeit dar. Der Gründer August Hermann Francke (1663–1727) entschied sich gegen die übliche Nutzung vorhandener Klosterbauten oder anderer Zweckbauten und ließ stattdessen ab 1698 neue Gebäude errichten. So konnte er sein Konzept der christlich-sittlichen Bildung und Erziehung am besten umsetzen.

## Flexible Zweckbauten
Die stetig wachsende Zahl an Schülern machte es notwendig, räumliche Anpassungen effizient vornehmen zu können. Die rechteckigen Skelettbauten der Fachwerkgebäude waren hierfür ideal. Die einfache Verschiebung der Wände im Inneren ermöglichte eine schnelle und kostengünstige Veränderung der Größe der Räumlichkeiten je nach Bedarfslage. Die Räume im Waisenhauses wechselten mit dem stetigen Wachsen der Schülerzahlen und dem daraus resultierenden Bau neuer Unterkünfte beständig ihren Zweck. Die Form folgte der Funktion und erinnert so an den modernen Bauhaus-Stil. Dies erklärt unter anderem auch das Fehlen von Schmuckelementen. Nicht nur die dem Pietismus inhärente Betonung von Schlichtheit und Einfachheit ist Grund hierfür, sondern auch die gewünschte Flexibilität der Gebäude.

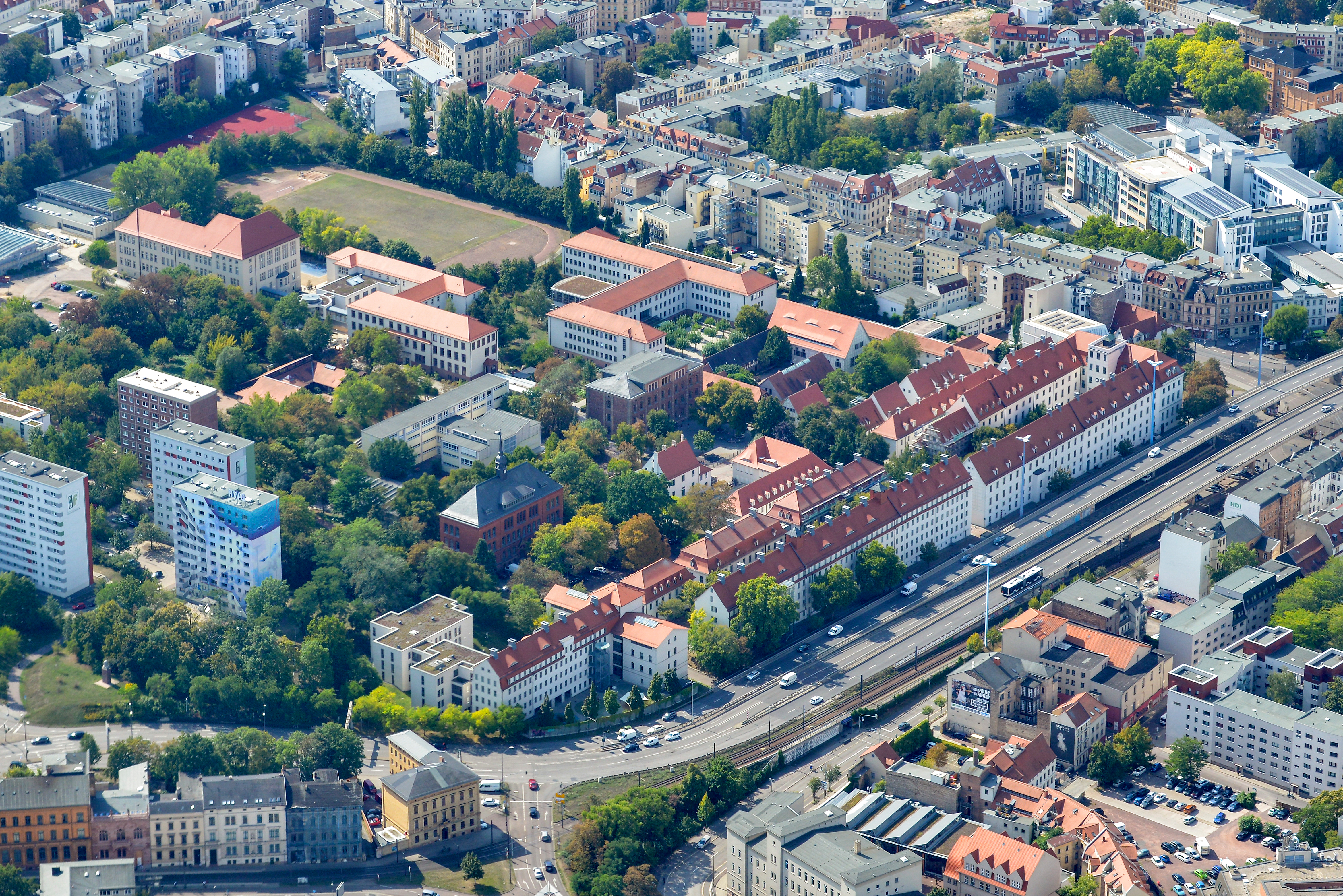
Luftaufnahme des Geländes der Franckeschen Stiftungen

## Protestantischer Barock
Francke war sich der visuellen Wirkung seiner Anstalten durchaus bewusst. Man vermied zwar eine prunkvolle Ausschmückung, orientierte sich aber dennoch an gewissen Standards des zeitgenössischen Barock. Dieser Minimalismus scheint zunächst im Widerspruch zu dem allgemeinen Verständnis des Barocks als Epoche der Prachtentfaltung und des Detailreichtums zu stehen. Wesentliches Kennzeichen des Barock war jedoch auch das Entstehen eines Gesamtkunstwerks, welches schlussendlich eine harmonische Einheit bilden sollte. Dieser Anspruch lässt sich in den Stiftungen wiederfinden. Die Gebäude der Anlage sind gefluchtet und erwecken den Eindruck, planvoll und nach rationalen Prinzipien errichtet zu sein.

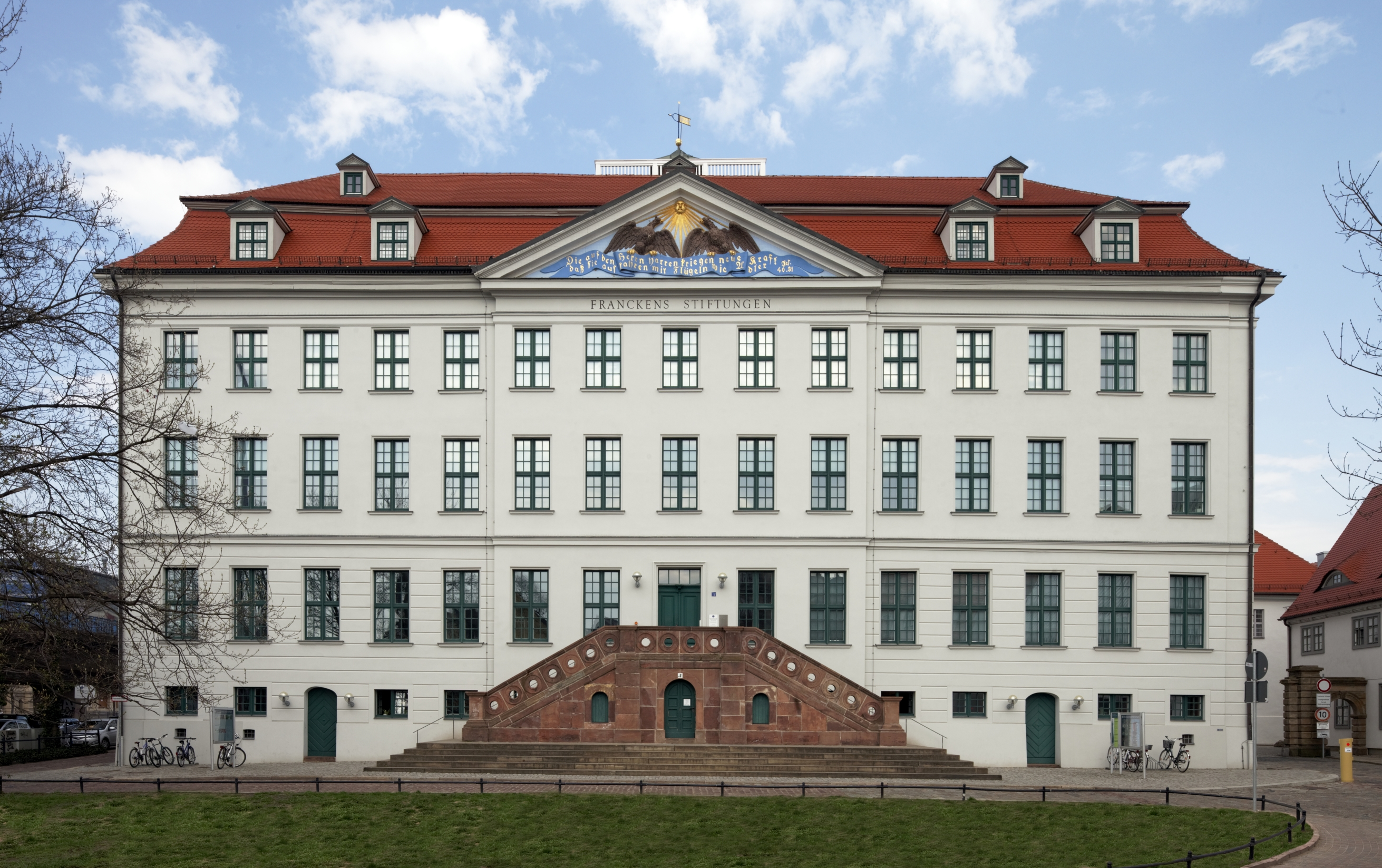
Das Historische Waisenhaus

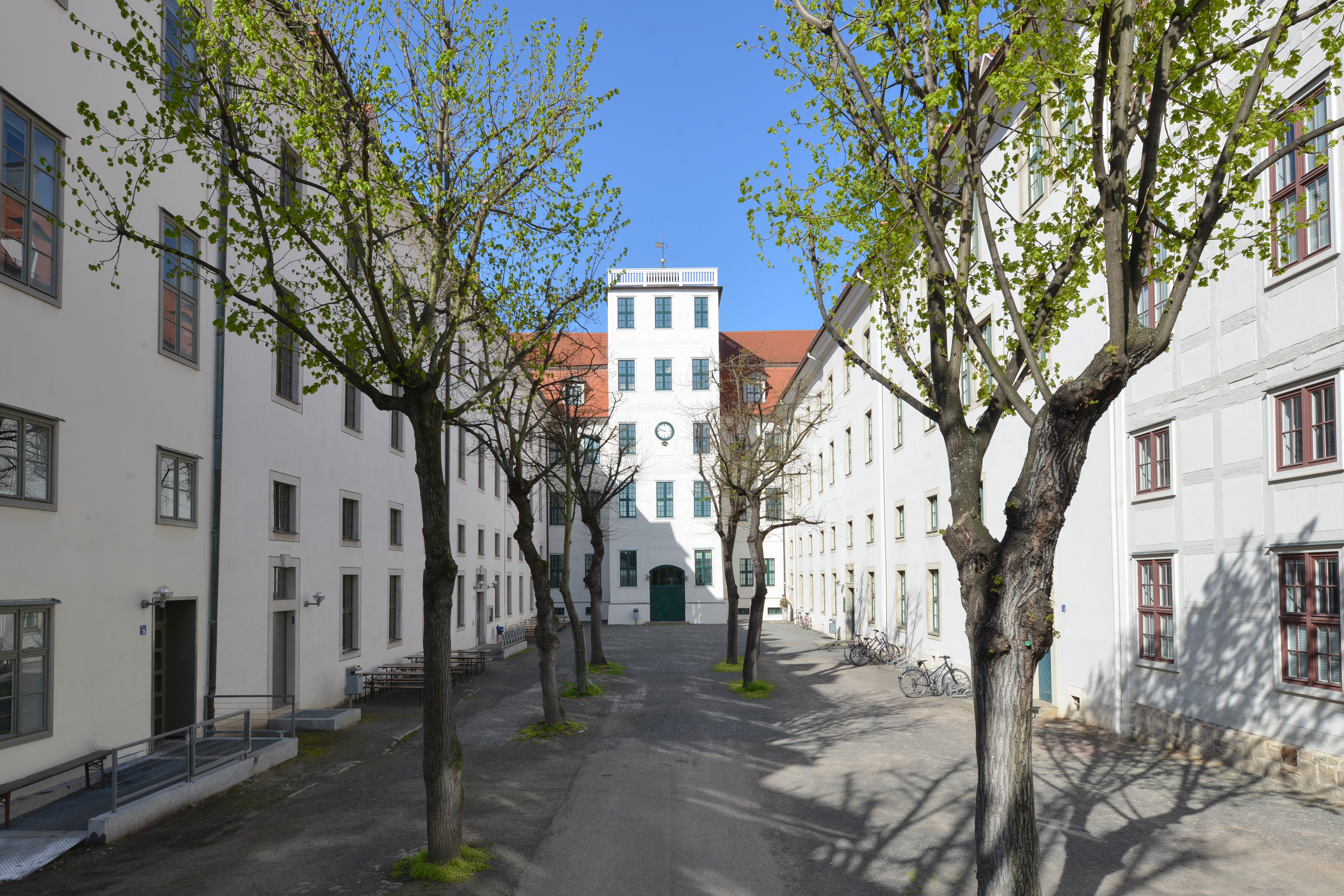
Rückseite des Historischen Waisenhauses (Lindenhof)

Das Waisenhaus bildet die ausdrucksvolle Front der Stiftung. Ein „rechtschaffen Haus“ sollte gebaut werden, um „Fürsten, Grafen und andere vornehme Leute“ anzuziehen und zur finanziellen Unterstützung zu bewegen. So sollte das Gebäude zwar herrschaftlich wirken, gleichzeitig aber genug Zurückhaltung beweisen, um nicht von seiner eigentlichen christlichen Sozialfürsorge- und Bildungsabsicht abzulenken. Diese gewollte Imposanz bei gleichzeitiger Schmucklosigkeit wurde vor allem durch die Proportionen und Techniken erzielt. Anspielungen auf die Maße des Salomonischen Tempels, den goldenen Schnitt, die Fibonacci-Folge und die Dreifaltigkeit lassen sich in der Fassade des Waisenhauses finden. Die steinerne Front mit der Andeutung eines Mittelrisalits erinnert an zeitgenössische Herrschaftsbauten. Das Mansarddach, eigentlich entwickelt, um französische Königsbauten zu zieren, stellt die früheste, dokumentierte und erhaltene Übernahme dieser Dachform in Deutschland dar. Die Verwendung dieser für Deutschland architektonischen Neuheit bei einem Sozialfürsorgebau anstatt eines Herrschaftsbaus ist hierbei besonders bemerkenswert. Das Tympanon zeigt zwei Adler, die zur Sonne streben, darunter das Bibelwort „Die auf den Herrn harren, kriegen neue Kraft, daß sie auffahren mit Flügeln wie Adler“ (Jesaja 40,31 ) und stellt damit pietistischen Bezug her. Die durch die Ästhetik vermittelte Zweckmäßigkeit bringt die pietistischen Tugenden der Bescheidenheit und Sparsamkeit zum Ausdruck ohne dabei an Imposanz zu verlieren. Die Höhe der an das Waisenhaus angeschlossenen Gebäude passt sich dessen Niveau an und die Gebäude sind auf das Waisenhaus als Kopfbau des Ensembles ausgerichtet. Die Fenster auf der Rückseite des Waisenhauses richten sich an der Anordnung der Fenster seiner Nebengebäude aus, anstatt sie dem Treppenturm anzupassen und so dem praktischen Nutzen den Vorlauf zu lassen.

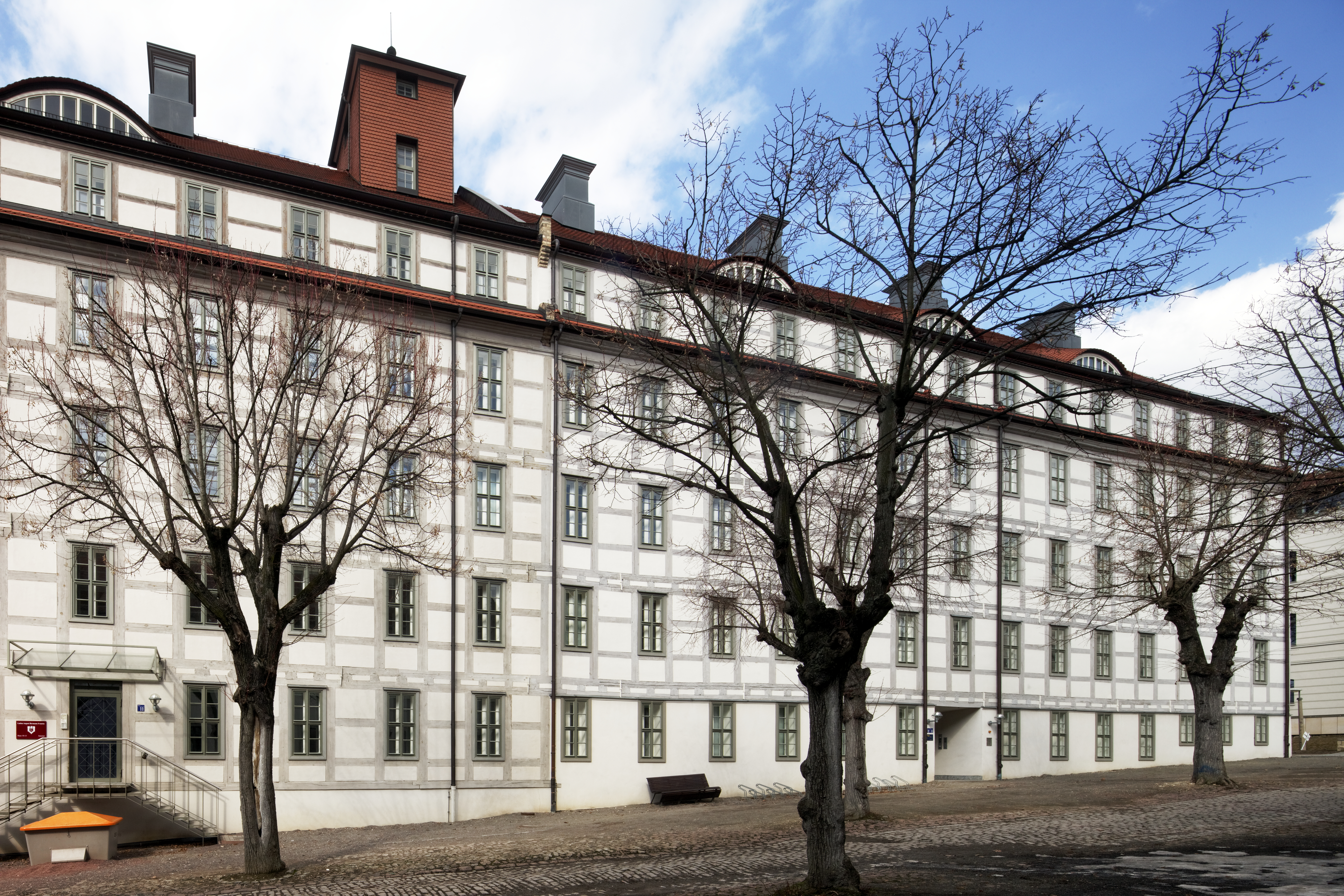
Das Lange Haus (Haus 12–13)

Auch das Lange Haus (Haus 8–13) folgt dieser Intention. Aus einfachem Fachwerk und ohne Dekor gebaut, wurde auch hier großer Wert auf Einheitlichkeit und Geschlossenheit gelegt. Das 115 m lange und 27 m hohe Gebäude besteht aus drei einzelnen Segmenten. Die Fassade jedoch wurde spezifisch so gestaltet, dass diese wie ein durchgängiges Haus wirkt. Das Lange Haus ist das längste und höchste erhaltene Wohnfachwerkhaus Europas aus der Zeit vor 1750. Der in seiner Höhe und Länge bereits für damalige Verhältnisse außergewöhnliche Bau bildete zusammen mit dem Neuen Mägdeleinhaus (Haus 5–7) und der Knabenwaisenanstalt (Haus 2–4) eine nahezu geschlossene Einheit, deren Monumentalität von der nebengelegenen Stadt Halle aus klar erkennbar war.

## Schularchitektur
Die Abgrenzung von der hektischen Außenwelt und das Schaffen eines eigenen, geschützten Kosmos ist ein wesentlicher Teil moderner Schularchitektur. Räume der Konzentration und der Erziehung ohne Ablenkung sollen so garantiert werden. Auch Francke erkannte die Relevanz dessen und ermöglichte genau das durch den Bau des Schulkomplexes. Die Internatsstruktur der Schulen sollte dies noch verstärken. Die funktionsoffene Architektur half auch in diesem Fall sich den stetig steigenden Schülerzahlen anzupassen, und so, modern ausgedrückt, ein stabiles Lernumfeld zu schaffen.
Aber nicht nur die Abgrenzung nach außen wurde durch die Architektur ermöglicht. Pädagogium, Lateinische Schule und Deutsche Schule waren in einzeln stehenden, voneinander getrennten Gebäuden untergebracht. Diese Gliederung entsprach der hierarchischen Ständeordnung der Zeit, der sich Francke nicht entziehen konnte. Die Unterbringung der verschiedenen Schulformen und sozialen Schichten auf einem gemeinsamen Schulgelände stellt dennoch eine Neuheit dar. Franckes Ansiedelung aller Schulgebäude in visueller Nähe zueinander rückt die gesamtgesellschaftliche Aufgabe der Bildungsvermittlung aller, ungeachtet der sozialen Herkunft und des Geschlechts, in den Fokus. Der Gedanke einer alle Teile der Gesellschaft umfassenden Schulbildung wird in der Anordnung und Gestaltung der Gebäude in Franckes Schulstadt nicht nur im übertragenen Sinne sichtbar.
Auch die Auswahl an Räumen, die Francke für seine Anstalten im Rahmen der Erziehung einrichten ließ, spricht für die Schwerpunktsetzung auf eine schulische Architektur. Während sich die Klassenzimmer auf die jeweiligen Schulgebäude beschränkten, entstanden auch schulübergreifende Räume. Die Kunst- und Naturalienkammer, die den heutigen Fachräumen nahekommt, die Bibliothek, die Aula in Form des Bet- und Singesaals, der Lindenhof als Pausenhof und die Mensa in Form des Speisesaals nehmen typische Bestandteile heutiger Schulen vorweg. Zusätzlich zu Franckes Konzept von Bildung setzt also auch dessen architektonische Umsetzung einen ersten Schritt in die Moderne.